# Hydrocyphon kachinensis
Hydrocyphon kachinensis es una especie de coleóptero de la familia Scirtidae.

## Distribución geográfica
Habita en Birmania.